# Opličići
Opličići är ett samhälle i Bosnien och Hercegovina.   Det ligger i entiteten Federationen Bosnien och Hercegovina, i den södra delen av landet, 90 km sydväst om huvudstaden Sarajevo. Opličići ligger 185 meter över havet och antalet invånare är 1 344.
Terrängen runt Opličići är huvudsakligen kuperad, men åt nordost är den platt.Närmaste större samhälle är Crnići, 4,6 km öster om Opličići. 
Runt Opličići är det ganska tätbefolkat, med 93 invånare per kvadratkilometer.